# (2362) Марк Твен
(2362) Марк Твен (лат. Mark Twain) — типичный астероид главного пояса, открыт 24 сентября 1976 года советским астрономом Николаем Черных в Крымской астрофизической обсерватории и 8 ноября 1984 года назван в честь американского писателя Марка Твена.

## Обнаружение и именование
(2362) Марк Твен
Открыт 24 сентября 1976 года в Научном Н. С. Черных.
Назван в честь Марка Твена — псевдоним всемирно известного американского писателя Сэмюэля Лэнгхорна Клеменса (1835—1910).
Оригинальный текст (англ.)2362 Mark Twain
Discovered 1976-09-24 by Chernykh, N. at Nauchnyj.
Named for Mark Twain, pen name of Samuel Langhorne Clemens (1835—1910), world-famous American writer.
Источники: DISCOVERY.DB; M.P.C. 9214.

## Орбита

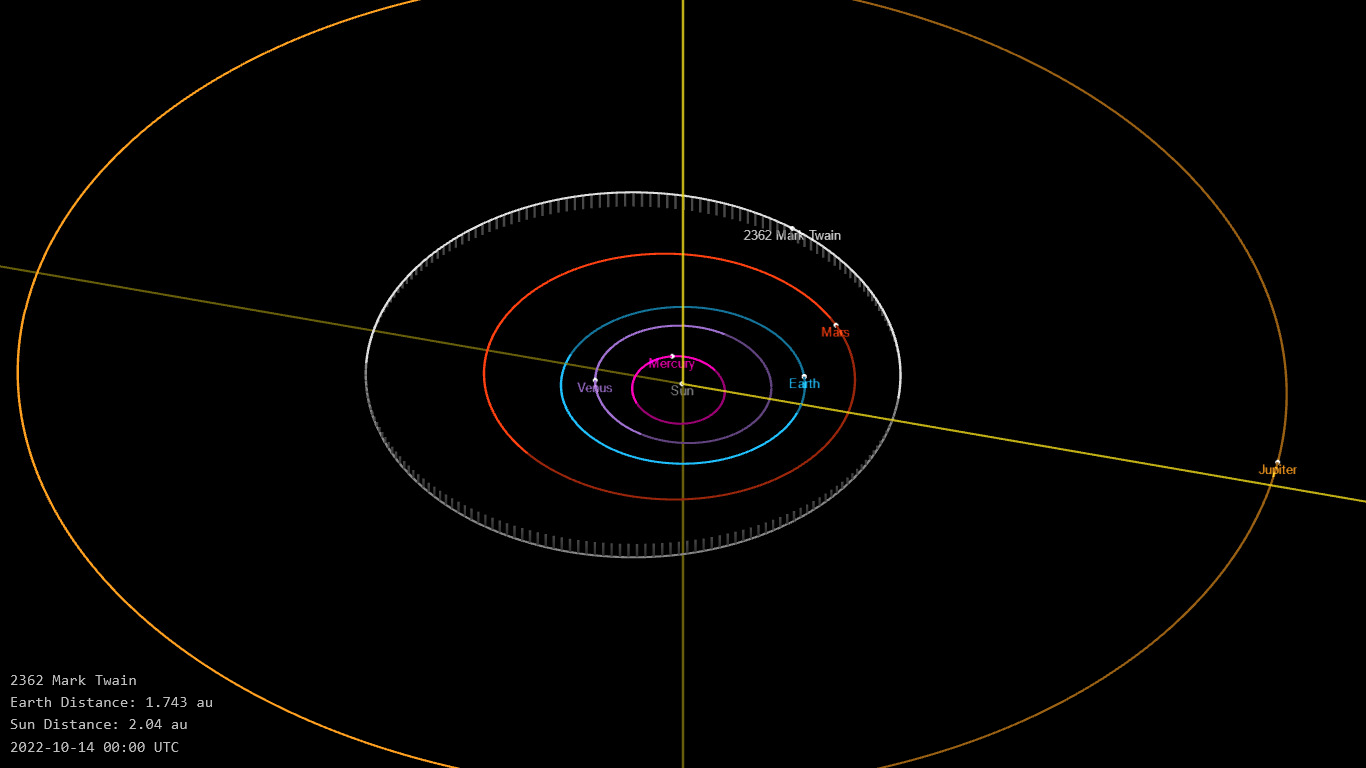
Орбита астероида Марк Твен и его положение в Солнечной системе

## Физические характеристики
Из наблюдений телескопа VISTA следует, что астероид относится к таксономическому классу S.
По результатам наблюдений в видимом и ближнем инфракрасном диапазоне космического телескопа NEOWISE диаметр астероида оценивался равным 4,331±0,078 км, 4,22±0,76 км. Согласно тем же источникам альбедо оценивается как 0,3118±0,0158, 0,35±0,14, 0,312±0,016.